# Lappdraba
Lappdraba (Draba lactea) är en växtart i familjen korsblommiga växter.  